# Robert Daubney
Robert Daubney, CMG, OBE, (geb. 1891 in Ecclesall Bierlow; gest. 1977 in Málaga) war ein britischer Tierarzt und Parasitologe.

## Leben
Daubney besuchte die Schule in Manchester und Liverpool und studierte an den Universitäten London und Cambridge, wo der den Master of Science und den Master of Veterinary Science erwarb. Anschließend ging er 1920 an das Landwirtschaftsministerium und trat 1925 in den Kolonialdienst ein. Er wurde 1925 als Veterinary Research Officer nach Kenia entsandt, von 1937 bis 1946 war er Direktor der Veterinary Services Kenya. 1937 wurde ihm er der Order of St Michael and St George verliehen. 1938 wurde er in den Legislativrat der Kronkolonie Kenia berufen.
Daubneys Hauptarbeitsgebiet waren die Fadenwürmer, zu deren Systematik er zahlreiche Beiträge lieferte. 1930 isolierte Daubney mit seinen Mitarbeitern das Virus des Rifttalfiebers, einer erstmals 1913 in Kenia aufgetretenen Seuche bei Wiederkäuern, die auch beim Menschen Erkrankungen auslösen kann.
Das Royal Veterinary College vergibt mit dem Robert Daubney Fellowship ein Forschungsstipendium an Angehörige britischer tiermedizinischer Ausbildungseinrichtungen für die Gebiete Virologie und Helminthologie.

## Werke
- mit Harry Arnold Baylis: A Synopsis of the Families and Genera of Nematoda. 1926.